# Philippe Bergeroo
Philippe Bergeroo (* 13. leden 1954, Ciboure) je bývalý francouzský fotbalista, brankář.
S francouzskou reprezentací vyhrál Mistrovství Evropy 1984, byť na šampionátu jako náhradník Joela Batse nenastoupil. Má též bronzovou medaili z mistrovství světa v Mexiku roku 1986, byť ani zde do bojů nezasáhl. V národním týmu působil v letech 1979–1984 a odehrál 3 utkání, všechna přátelská.
Celou kariéru strávil v nejvyšší francouzské soutěži, hrál za Girondins Bordeaux, Lille OSC a Toulouse. Nejlepšího výsledku dosáhl v sezóně 1986/87, kdy jeho tým Toulouse vybojoval v lize třetí místo.